# Johannes II Crescentius

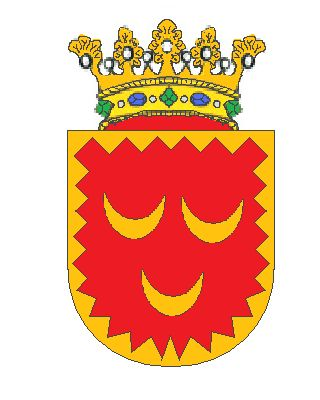
Wapen de Crescenzi.

Johannes II Crescentius (? - Rome, 18 mei 1012), vaak ook Johannes Crescentius (niet te verwarren met zijn gelijknamige overgrootvader) of Crescentius III genoemd, was een Romeins patricius in de tijd van de rooms-koning Hendrik II. Hij was de zoon van Crescentius I Nomentanus en neef van Johannes I Crescentius. Crescentius nam na de dood van Keizer Otto III (24 januari 1002) de titel van Patricius Romanorum aan. Paus Silvester II werd toegestaan terug te keren naar Rome. Vanaf nu mengde hij zich met de aanstelling van de pausen. Dit gold voor de drie onmiddellijke opvolgers van Silvester : paus Johannes XVII (1003), paus Johannes XVIII (1003-1009) en paus Sergius IV (1009-1012). Met de dood van patricius Johannes in de lente van 1012, verdwenen de Crescentii uit de geschiedenis van Rome.

## Referentie
- Dit artikel of een eerdere versie ervan is een (gedeeltelijke) vertaling van het artikel Johannes_II._Crescentius op de Duitstalige Wikipedia, dat onder de licentie Creative Commons Naamsvermelding/Gelijk delen valt. Zie de bewerkingsgeschiedenis aldaar.
- F.J. Schaefer, art. Crescentius, in Catholic Encyclopedia 4 (1913), p. 485.